# 이종진 (1950년)
이종진(李鍾鎭, 1950년 5월 5일, 달성군 다사읍 ~ )은 대한민국의 공무원, 정치인이다. 달성군수를 역임했다.

## 학력
- 1957.03 ~ 1963.02: 다사초등학교
- 1963.03 ~ 1966.02: 다사중학교
- 1966.03 ~ 1969.02: 대구농림고등학교

## 경력
- 대구시청 청소과장 (역임)
- 대구시청 공보관 (역임)
- 대구시청 환경녹지국장 (역임)
- 대구시 환경시설공단 이사장 (역임)
- 달성군 제10대, 제13대 부군수 (역임)
- 달성군 여성문화복지센터 이사장 (역임)
- 한나라당 행정자치위원회 부위원장
- 2006년 7월 - 2010년 6월 제33대 달성군수
- 2012년 5월 - 2016년 5월 제19대 새누리당 국회의원(대구 달성군)

## 표창
- 1980.12.29: 근정포장 (대통령)
- 1993.02.22: 국무총리 표창
- 2006.06.30: 홍조근정훈장 (대통령)

## 역대 선거 결과
|  | 50.61% |

|  | 55.56% |